# اشتاتس (شهر اتریش)
اشتاتس (به آلمانی: Staatz) یک منطقهٔ مسکونی در اتریش است که در ناحیه میستلباخ واقع شده‌است. اشتاتس ۲٬۰۶۵ نفر جمعیت دارد.